# Jesus går på vattnet

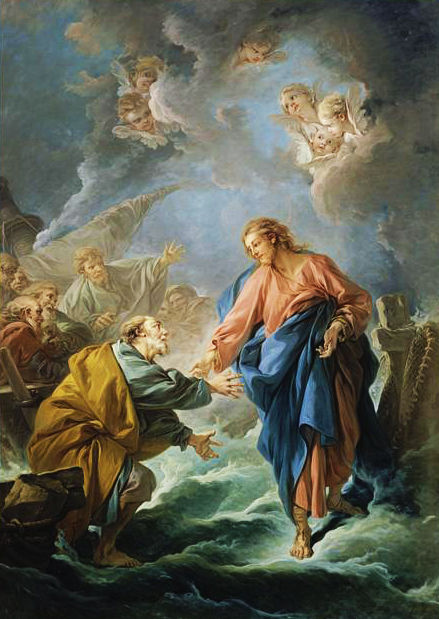
Marche sur les eaux, av François Boucher (1766).

Jesus går på vattnet är en passage i Nya Testamentet (Joh. 6:16-21, Matt. 14:22-33, Mark. 6:45-52) om ett av Jesu mirakel. Enligt den bibliska berättelsen befallde han sina lärjungar att i förväg stiga i båten och fara över till Betsaida, men när de hade rott en halvmil kom Jesus till dem, gående på sjön. Bibeln förklarar att lärjungarna först blev förskräckta och trodde att det var en vålnad, men när Jesus talade till dem blev de lugna. Enligt Matteus gick även Petrus på vattnet ("och Petrus steg ur båten och gick på vattnet fram till Jesus", Matt. 14:29). Markus och Johannes nämner inte denna detalj i sina evangelier, men förnekar den inte heller.
Att "gå på vatten" har i efterhand blivit ett vardagligt uttryckt, använt när en till synes omöjlig uppgift faktiskt lyckats.
I den antika grekiska mytologin gick den jättelika jägaren och gudasonen Orion på vatten. Även hinduiska och buddhistiska traditioner har berättelser om gestalter som går på vatten.

## Tolkningar och kritik

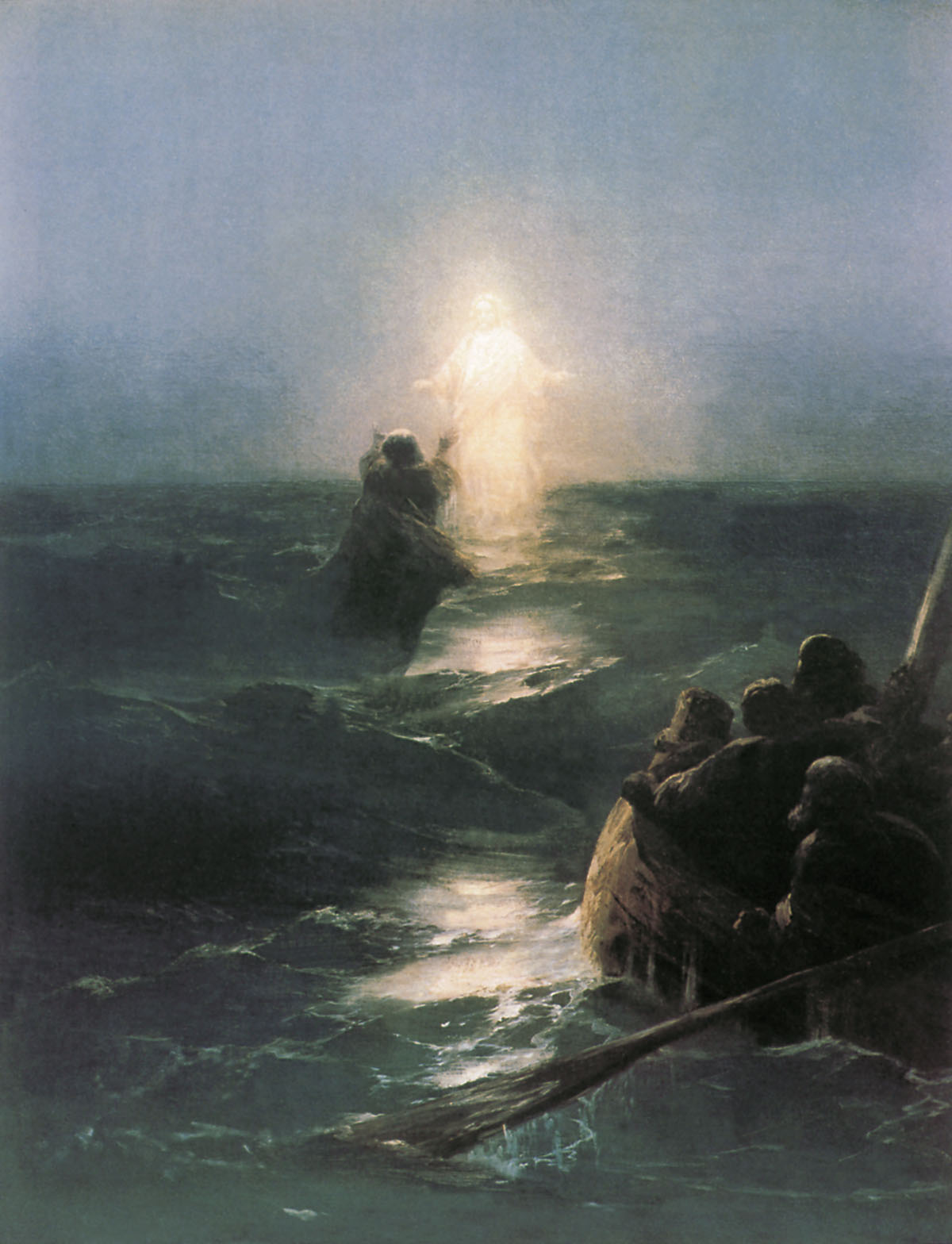
Gå på vattnet av Ivan Ajvazovskij (1888).

I den andra volymen av A Marginal Jew, med titeln Mentor, Message, and Miracles, utforskar John P. Meier individuellt alla mirakelberättelser i evangelierna för att avgöra om det ligger en historisk kärna bakom dem. Han hävdar att miraklet att gå på vatten är en sann teologisk berättelse, men inte en historisk berättelse. Den muntliga traditionen finner han inbäddad med gammaltestamentliga tillägg (Jesus användande av gudsnamnet "Jag är" i samklang med den tidiga kyrkans syn på honom som JHVH) och uppfattningar som uppkommit efter uppståndelsen.
Berättelsen verkar falla inom den apokalyptiska genren (vilken inte är densamma som den eskatologiska; apokalyptisk definieras här som en genre som kännetecknas av mycket symbolik och ljus/mörker-kontrast). Jesus sätter först lärjungarna i en båt och lämnar dem ensamma, varefter han sedan fortsätter upp till ett berg för att be och lovar dem att han skall möta dem på andra sidan havet. Apostlarna har svårt att nå den andra stranden i ovädret, men då Jesus framträder är allt väl igen. Som i de olika redogörelserna för uppståndelsen ser lärjungarna honom som en fisk innan de känner igen honom. Detta är en metafor, hävdar Meier, för den tidiga efter-påskkyrkan. Jesus lämnar sina lärjungar på Kristi himmelsfärdsdag medan han lovar att återvända, men besöker dem ibland i mitten av resan för att upprätthålla dem (genom eukaristin). Som med all apokalyptisk litteratur kan detta troligen vara tänkt att trösta samfundet.